# Радослав Јовић Мишко
Радослав Јовић Мишко (Чортановци, код Инђије, 28. јун 1921 — Београд, 15. септембар 1987) био је учесник Народноослободилачке борбе и генерал-потпуковник авијације ЈНА.

## Биографија
Рођен је 28. јуна 1921. у Чортановцима, код Инђије. Као питомца-наредника Ваздухопловне војне академије Југословенске војске, заробили су га Немци у Априлском рату, 1941. године. Новембра 1941. побегао је из заробљеништва и вратио се у Југославију.
Учесник је Народноослободилачког рата (НОР) и члан Комунистичке партије Југославије (КПЈ) је од 1942. године. У току рата био је командант Друге војвођанске ударне бригаде, командант 36. војвођанске дивизије и начелник Штаба 12. војвођанског корпуса НОВЈ.
Након рата, наставио је професионалну војну службу у Југословенској народној армији (ЈНА) и налазио се на дужностима начелника Штаба армије и корпуса, команданта Пешадијске официрске школе ЈНА, командант ваздухопловне дивизије, начелника Штаба Команде Ратног ваздухопловства и противваздушне одбране (РВО и ПВО) и инспектора за РВ и ПВО у Главној инспекцији ЈНА. Пензионисан је 1978. у чину генерал-потпуковника ЈНА.
Завршио је Вишу војну академију ЈНА. Одликован је Орденом ратне заставе, Орденом заслуга за народ првог реда, Орденом за храброст и другим југословенским одликовањима.
Умро је 15. септембра 1987. у Београду и сахрањен је у Алеји заслужних грађана на Новом гробљу у Београду.